# بطولة تونس للكرة الطائرة للرجال 1999-2000
بطولة تونس للكرة الطائرة للرجال 1999-2000 هو الموسم رقم 45 من بطولة تونس للكرة الطائرة للرجال.

فاز بهذا الموسم النجم الرياضي الساحلي.

## روابط خارجية
- الموقع الرسمي للجامعة التونسية للكرة الطائرة.